# Wilhelm Süss
Wilhelm Süss   (Frankfurt del Main, 7 de març de 1895 - Friburg de Brisgòvia, 21 de maig de 1958) va ser un matemàtic alemany, fundador i primer director de l'Institut de Recerca Matemàtica d'Oberwolfach.

## Vida i Obra
Süss, fill d'un mestre i amb els pares molt aficionats a la música, va passar la seva infància i joventut amb el seu amic Karl Reinhardt a Frankfurt del Main, estudiant al Goethe-Gymnasium, l'institut de secundària més prestigiós de la ciutat, fins al 1913, excel·lint en totes les matèries. Pels estudis universitaris es va decantar per les matemàtiques i el mateix any es va matricular a la universitat de Friburg de Brisgòvia. Els semestres següents va estudiar a les universitats de Göttingen i Frankfurt, però va haver d'interrompre els estudis per l'esclat de la Primera Guerra Mundial. Mentre va ser lluitant al front sempre portava els Grundlagen der Geometrie de Hilbert a la butxaca. Acabada la guerra va tornar a la universitat de Frankfurt en la qual va obtenir el doctorat el 1920 amb una tesi dirigida per Bieberbach.
Després d'un curs d'assistent de Bieberbach a la universitat de Berlín, va acceptar una plaça a la universitat de Kagoshima (Japó) com supervisor de llengua i literatura germànica. Aquí va entrar en contacte amb geòmetres japonesos i va tenir temps per dedicar-se a la recerca matemàtica. El 1928, en retornar a Alemanya, va obtenir l'habilitació docent a la universitat de Greifswald, juntament amb Helmuth Kneser amb qui també va establir una amistat duradora. A Greifswald també es va retrobar amb el seu amic Reinhardt i entre els tres van dirigir un actiu seminari matemàtic. El 1934 va passar a la universitat de Friburg de Brisgòvia, substituint un antic professor seu, Alfred Loewy, qui havia estat desposseït dels seus càrrecs per ser jueu (segons els paràmetres nazis).
Durant els primers anys del Tercer Reich, Süss no havia estat políticament actiu, però a partir de 1936 va adoptar una clara actitud pro-nazi: el 1937 es va afiliar al NSDAP i el 1938 a la NSD-Dozentenbund (Lliga Nacionalsocialista de Professors Alemanys). Això va permetre que obtingués càrrecs rellevants com el de president de la Societat Alemanya de Matemàtics (1937) o el de rector de la universitat de Friburg de Brisgòvia (1940), que li permetien exercir una notable influència dins de l'organització científica del Reich.
Gràcies a aquesta influència va aconseguir el permís i l'assignació suficient per a crear el Reichsinstitut für Mathematik (actual Institut de Recerca Matemàtica d'Oberwolfach) a finals de l'any 1944, quan la guerra ja era pràcticament perduda pels alemanys. L'Institut va ser dirigit per ell mateix fins a la seva mort el 1958.
El 1945, en finalitzar la guerra, va ser desposseït de tots els seus càrrecs pel seu passat nazi (excepte el de director de l'Institut d'Oberwolfach) però al cap d'uns mesos va ser rehabilitat com professor, gràcies a les cartes de col·legues seus en les que afirmaven que havia salvat altres col·legues de la persecució política dels nazis. El 1958 va ser, fins i tot, escollit per a un segon mandat de rector a la universitat de Friburg, però ja era malalt d'un càncer de fetge i no va poder assumir el càrrec, morint poc després.